# Lecanodiaspididae
Lecanodiaspididae è una famiglia famiglia di insetti appartenente all'ordine dei Rincoti Omotteri, superfamiglia Coccoidea. Sono rappresentati in tutte le regioni zoogeografiche della Terra, con una maggiore frequenza nella regione orientale.

## Descrizione
Sono insetti morfologicamente affini agli Asterolecaniidae ed ai Cerococcidae.
Le femmine mostrano una spiccata neotenia. A differenza delle sopracitate cocciniglie, hanno in genere antenne composte da più articoli. Il rostro è composto da 1-2 segmenti. Sul dorso sono presenti pori ceripari disposti a coppie formando strutture a forma di otto come negli Asterolecaniidae. L'ano è privo dell'anello sclerificato ed è associato a due lamine sclerificate che possono fondersi in un'unica struttura.
Il corpo è protetto da uno scudetto di cera, di aspetto corrugato, di colore variabile dal giallo al bruno-rossastro. Sulla superficie dello scudetto sono spesso presenti 7-9 creste trasversali associate ad una cresta longitudinale mediana.

## Biologia
Lo sviluppo postembrionale delle femmine si svolge in tre stadi di neanide, quello dei maschi in tre di neanide e due di ninfa (prepupa e pupa). Sono generalmente associati a piante legnose; alcune specie producono demorfazioni degli organi attaccati, per lo più rappresentate da fossette in cui restano insediati gli insetti.
Nella specie Lecanodiaspis prosopidis, il ciclo si svolge con una generazione l'anno e con svernamento allo stadio di uovo protetto dal follicolo della femmina.

## Sistematica
La famiglia comprende circa 80 specie ripartite fra undici generi:
- Anomalococcus
- Brookesiella
- Celaticoccus
- Cosmococcus
- Gallinococcus
- Lecanodiaspis
- Prosopophora
- Psoraleococcus
- Pterococcus
- Stictacanthus
- Virgulicoccus